# 837 Schwarzschilda

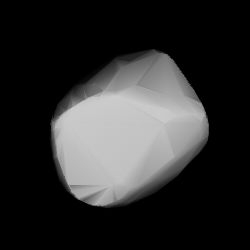
Modelo 3D feito em computador do asteroide 837 Schwarzschilda.

Schwarzschilda (asteróide 837) é um asteróide da cintura principal, a 2,2041929 UA. Possui uma excentricidade de 0,0408152 e um período orbital de 1 272,38 dias (3,48 anos).
Schwarzschilda tem uma velocidade orbital média de 19,64803408 km/s e uma inclinação de 6,72894º.
Esse asteróide foi descoberto em 23 de Setembro de 1916 por Max Wolf.